# Samovar

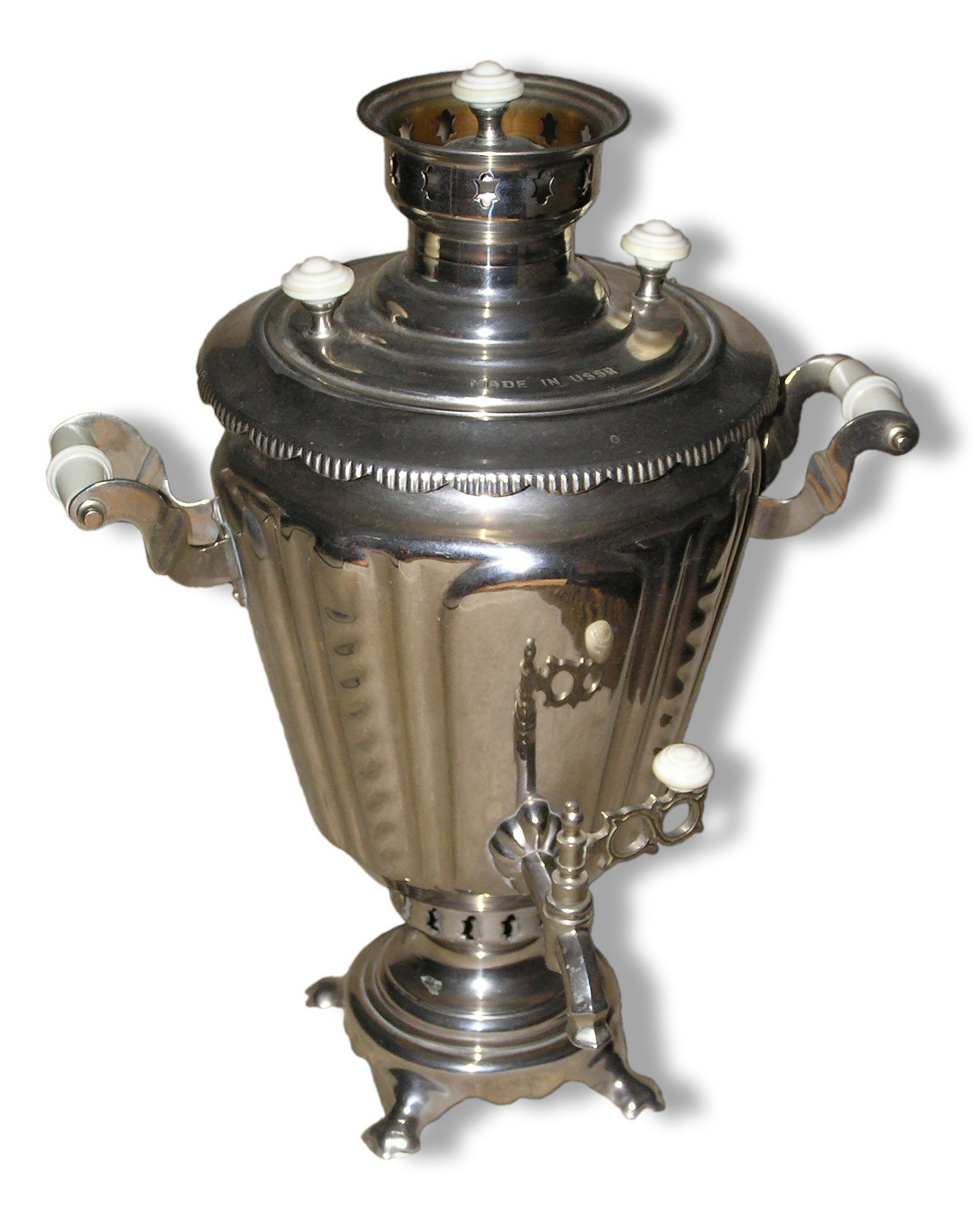
Samovar.

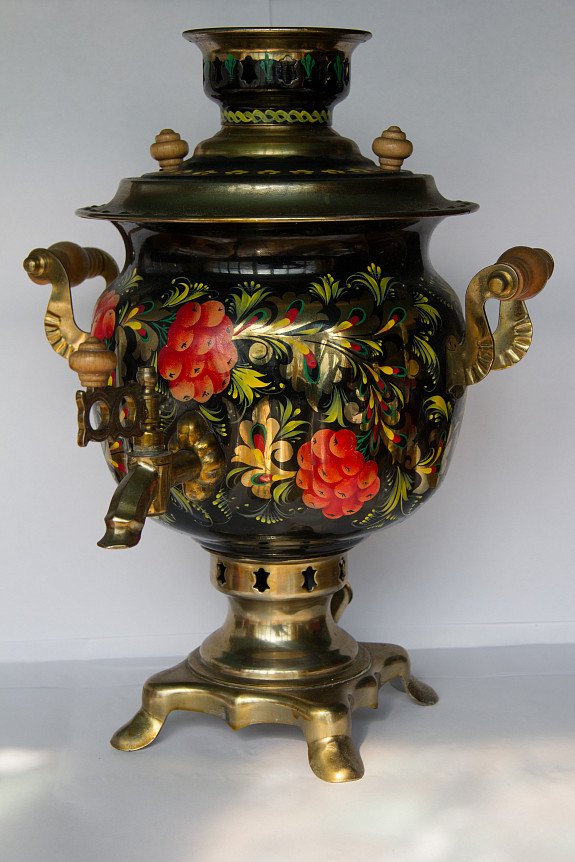
Samovar con pintura.

El samovar (en ruso: самовар) es un recipiente metálico en forma de cafetera alta, dotado de una chimenea interior con infiernillo, y sirve para preparar té. Con el paso de los siglos, el samovar se ha convertido en un ícono de la cultura rusa del té.

## Funcionamiento
La chimenea interior se llena de combustible sólido, tradicionalmente carbón, de modo que el agua permanece en estado de hervor. En su parte superior se coloca una tetera con hojas de té, donde el calor prepara lentamente una infusión fuertemente concentrada llamada zavarka; esta se diluye con el agua del samovar, lista para beber.

## Origen

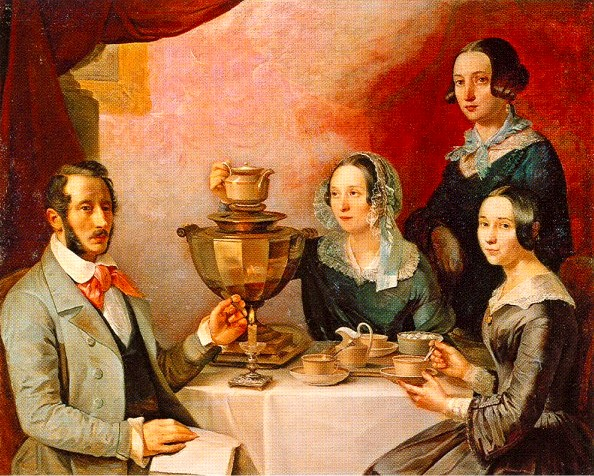
Samovar en Retrato de familia de T. Myagkov (1844).

Los rusos adoptaron el té a través de los mongoles, pero usaban el samovar mucho antes de que estos llegasen a sus tierras. Dado el clima de frío extremo de las estepas, este recipiente era útil para hacer una infusión típica a base de miel fermentada y agua, y las brasas permitían mantenerla caliente. Además, la incorporación de un precario regulador de tiraje permitió introducirlo en la vivienda -de hecho, la etimología de 'samovar' viene a ser 'olla para cocinar uno mismo'-. Por tanto, los rusos hicieron pronto del té un ritual a la altura de los mongoles, chinos, japoneses y otros muchos pueblos.